# Vénus (Q187)
| «Вені»                                                                      | «Вені»                                                                                                  | «Вені»                                                                                                  |
| --------------------------------------------------------------------------- | --- | --- |
| Vénus (Q187)                                                                | | |
|                                                                             | | |
| Схематичне зображення французького підводного човна типу «Мінерв»           | | |
| Верф                                                                        | Chantiers Worms, Руан                                                                                   | Chantiers Worms, Руан                                                                                   |
| Під прапором                                                                | Франція                                                                                                 | Франція                                                                                                 |
| Належність                                                                  | Військово-морські сили Франції                                                                          | Військово-морські сили Франції                                                                          |
| Порт приписки                                                               | Тулон, Дакар                                                                                            | Тулон, Дакар                                                                                            |
| На честь                                                                    | Венери                                                                                                  | Венери                                                                                                  |
| Закладений                                                                  | 27 червня 1932                                                                                          | 27 червня 1932                                                                                          |
| Спуск на воду                                                               | 6 квітня 1935                                                                                           | 6 квітня 1935                                                                                           |
| Введений до складу флоту                                                    | 15 листопада 1936                                                                                       | 15 листопада 1936                                                                                       |
| На службі                                                                   | 1936–1942                                                                                               | 1936–1942                                                                                               |
| Загибель                                                                    | 27 листопада 1942 року затоплений екіпажем у Тулоні                                                     | 27 листопада 1942 року затоплений екіпажем у Тулоні                                                     |
| Бойовий досвід                                                              | Друга світова війна Битва на Середземному морі                                                          | Друга світова війна Битва на Середземному морі                                                          |
| Проєкт                                                                      | | |
| Класифікація ПЧ                                                             | малий дизель-електричний підводний човен 2-го класу                                                     | малий дизель-електричний підводний човен 2-го класу                                                     |
| Тип ПЧ                                                                      | підводний човен типу «Мінерв»                                                                           | підводний човен типу «Мінерв»                                                                           |
| Основні характеристики                                                      | | |
| Швидкість (надводна)                                                        | 14,2 вузла (26,3 км/год)                                                                                | 14,2 вузла (26,3 км/год)                                                                                |
| Швидкість (підводна)                                                        | 9 вузлів (17 км/год)                                                                                    | 9 вузлів (17 км/год)                                                                                    |
| Робоча глибина занурення                                                    | 80 м | 80 м |
| Дальність плавання                                                          | 2000 миль (3700 км) на швидкості 10 вузлів (надводна) 85 миль (157 км) на швидкості 5 вузлів (підводна) | 2000 миль (3700 км) на швидкості 10 вузлів (надводна) 85 миль (157 км) на швидкості 5 вузлів (підводна) |
| Автономність плавання                                                       | 14 діб                                                                                                  | 14 діб                                                                                                  |
| Екіпаж                                                                      | 42 офіцери та матроси                                                                                   | 42 офіцери та матроси                                                                                   |
| Розміри                                                                     | | |
| Довжина найбільша (по КВЛ)                                                  | 68,1 м                                                                                                  | 68,1 м                                                                                                  |
| Ширина корпусу найб.                                                        | 5,6 м                                                                                                   | 5,6 м                                                                                                   |
| Середня осадка (по КВЛ)                                                     | 4,0 м                                                                                                   | 4,0 м                                                                                                   |
| Водотоннажність надводна                                                    | 673 тонни                                                                                               | 673 тонни                                                                                               |
| Водотоннажність підводна                                                    | 870 тонн                                                                                                | 870 тонн                                                                                                |
| Силова установка                                                            | | |
| Дизель-електрична: 2 × дизельних двигуни Vickers-Normand 2 × електродвигуни | | |
| Гвинти                                                                      | 2 | 2 |
| Потужність                                                                  | 2 × 900 к.с. (дизелі) 2 × 615 к. с. (електродвигуни)                                                    | 2 × 900 к.с. (дизелі) 2 × 615 к. с. (електродвигуни)                                                    |
| Озброєння                                                                   | | |
| Артилерія                                                                   | 1 × 75-мм гармата modèle 1897                                                                           | 1 × 75-мм гармата modèle 1897                                                                           |
| Торпедно- мінне озброєння                                                   | 6 × 550-мм торпедних апаратів 12 торпед                                                                 | 6 × 550-мм торпедних апаратів 12 торпед                                                                 |
| ППО                                                                         | 2 × 13,2-мм великокаліберні кулемети M1929                                                              | 2 × 13,2-мм великокаліберні кулемети M1929                                                              |

«Вені» (Q187) (фр. Vénus (Q187) — військовий корабель, малий підводний човен типу «Мінерв» військово-морських сил Франції часів Другої світової війни.

## Історія створення
Підводний човен «Вені» був закладений 27 червня 1932 року на верфі компанії Chantiers Worms у Руані. 6 квітня 1935 року він був спущений на воду, а 15 листопада 1936 року увійшов до складу ВМС Франції.

## Історія служби
Коли 1 вересня 1939 року з вторгненням Німеччини в Польщу почалася Друга світова війна, «Вені» базувався в Тулоні у складі 15-ї дивізії підводних човнів. 3 вересня 1939 року Франція вступила у війну на боці союзників.
10 січня 1940 року, під час Другої світової війни, човен вийшов з Тулона до Орана, де патрулював Французьку Вест-Індію, і повернувся до Франції 3 червня 1940 року. Після капітуляції Франції в червні 1940 року, «Вені» служив у флоті Віші.
Коли 3 липня 1940 року відбулася атака британців на Мерс-ель-Кебір, під час якої ескадра британського флоту атакувала ескадру ВМС Франції, яка пришвартувалась на військово-морській базі в Мерс-ель-Кебір поблизу Орана на узбережжі Алжиру, «Вені» був частиною групи «B» у Тулоні разом із підводними човнами «Ціре», «Іріс», «Паллас», «Султан» та «Сірен». У відповідь на британську атаку група «B» отримала наказ сформувати лінію патрулювання від півдня від острова Ейр до узбережжя Алжиру між Тенесом і Деллісом з дистанцією 25 морських миль (46 км) між підводними човнами, й атакувати будь-які британські військові кораблі, які вони зустріли, в першу чергу британський лінійний крейсер «Худ» як їхній найвищий пріоритет, а потім переміститися в порт в Орані. В умовах повного радіомовчання група «B» вирушила о 05:00 4 липня 1940 року, але їхні накази було скасовано, і французькі підводні човни повернулися до Тулона 5 липня.
Оскільки напруженість у відносинах зі Сполученим Королівством все ще була дуже високою, «Ціре», «Іріс», «Паллас» і «Вені» патрулювали в Середземному морі на південь від Тулона. Оскільки британські сили в Середземному морі 10 липня повідомляли про те, що вони прямують до Гібралтару, усі підводні човни були відкликані до Тулона.
До лютого 1941 року він був частиною групи підводних човнів, що базувалися в Касабланці, у Французькому Марокко, а з липня 1941 року по лютий 1942 року перебував у Дакарі, Французький Сенегал. Потім повернувся до Тулона.
27 листопада 1942 року в ході затоплення французького флоту в Тулоні, французами були знищені 77 кораблів, у тому числі 3 лінійні кораблі, 1 гідроавіаносець «Командан Тест», 7 крейсерів, 15 есмінців, 13 міноносців, 6 шлюпів, 15 підводних човнів, 9 сторожових катерів, 19 допоміжних суден, 1 навчальний корабель, 28 буксирів і 4 кранів. П'яти підводним човнам вдалося вирватися в хаосі ситуації з бази, три досягли Північної Африки (два підводні човни дійшли до Алжиру: «Касаб'янка» і «Марсойн», один човен «Глорі» — Орану), човен «Іріс» дістався іспанської Барселони, і останній — «Вені» — змушений був затопитися в гирлі гавані.